# Star Trek : Premier Contact
Pour les articles homonymes, voir Star Trek (homonymie).
Série Star Trek
Star Trek : Générations
(1994) Star Trek : Insurrection
(1998)
Pour plus de détails, voir Fiche technique et Distribution.
Star Trek : Premier Contact (Star Trek: First Contact) est un film américain de science-fiction réalisé par Jonathan Frakes et sorti en 1996. C'est le 8e film de saga cinématographique basée sur Star Trek et le premier à être basé uniquement sur la série télévisée Star Trek : La Nouvelle Génération.

## Synopsis
Les Borgs sont des entités moitié organiques, moitié machines. Leur seul but est de conquérir et assimiler toutes les autres races dans le but de devenir des êtres parfaits. Conduits par leur répugnante et maléfique Reine Borg, ils se dirigent vers la Terre pour changer le cours de l'histoire. Lors de sa dernière rencontre avec les Borgs, le capitaine Jean-Luc Picard a failli mourir : son être intime a subi l'équivalent d'un viol, et il a surtout été forcé de collaborer, par l'utilisation de sa voix de terrien, à la destruction de milliers de personnes. Il est maintenant rongé par un désir profond de vengeance qu'il ne parvient pas à maîtriser.
Le capitaine et son nouveau vaisseau, l'USS Enterprise (NCC-1701-E) de classe Sovereign, retournent sur Terre à la date du 4 avril 2063, veille du Jour du Premier Contact, un jour fondamental pour l'Humanité, pour empêcher les plans des maléfiques Borgs : assimiler la Terre en détruisant le Phoenix, premier vaisseau capable de voler grâce au principe de la distorsion. Mais entretemps, les Borgs prennent d'assaut l'Enterprise pour une lutte sans merci. Le capitaine fait alors la connaissance de Zefram Cochrane, l'inventeur terrien de cette distorsion et constructeur du Phoenix. Grâce à d'habiles manœuvres, Picard et son équipage arrivent à rendre de nouveau possible le Premier Contact entre Humains et Vulcains, donnant toutes les chances à la Fédération de vaincre un jour les Borgs.

## Fiche technique
- Titre original : Star Trek: First Contact
- Titre français : Star Trek : Premier Contact
- Réalisation : Jonathan Frakes
- Scénario : Rick Berman, Brannon Braga et Ronald D. Moore, d'après une histoire de Rick Berman et les personnages créés par Gene Roddenberry
- Musique : Jerry Goldsmith
- Direction artistique : Ron Wilkinson
- Décors : Herman F. Zimmerman
- Costumes : Deborah Everton
- Photographie : Matthew F. Leonetti
- Montage : Anastasia Emmons et John W. Wheeler
- Production : Rick Berman, Marty Hornstein (délégué), Peter Lauritson (coprod.)
- Société de production : Paramount Pictures
- Distribution : Paramount Pictures, Malofilm Vidéo et Paramount International Television
- Pays d'origine :  États-Unis
- Langue originale : anglais
- Budget : 45 000 000 $ (environ)
- Genre : science-fiction
- Durée : 111 minutes
- Dates de sortie[1] :
  - États-Unis : 18 novembre 1996 (avant-première)
  - Canada, États-Unis : 22 novembre 1996
  - France : 5 mars 1997

## Distribution
- Patrick Stewart (VF : Claude Giraud et VQ : Ronald France) : le capitaine Jean-Luc Picard
- Jonathan Frakes (VF : Sylvain Lemarié et VQ : Denis Mercier) : le commandant William Riker
- Brent Spiner (VF : Yves Beneyton et VQ : Daniel Picard) : le lieutenant-Commandant Data
- LeVar Burton (VF : Thierry Desroses et VQ : Gilbert Lachance) : le lieutenant-Commandant Geordi LaForge
- Michael Dorn (VF : Benoît Allemane et VQ : Victor Désy) : le lieutenant-Commandant Worf
- Gates McFadden (VF : Anne Rochant et VQ : Claudine Chatel) : le commandant / Docteur Beverly Crusher
- Marina Sirtis (VF : Déborah Perret et VQ : Claudie Verdant) : le commandant / conseiller Deanna Troi
- Alfre Woodard (VF : Laurence Crouzet et VQ : Hélène Mondoux) : Lily Sloane
- James Cromwell (VF : Jean-Pierre Moulin et VQ : Yves Massicotte) : Zefram Cochrane
- Alice Krige (VF : Tania Torrens et VQ : Anne Bédard) : la Reine Borg
- Neal McDonough (VQ : Sylvain Hétu) : le lieutenant Hawk
- Robert Picardo (VF : Vincent Violette ; VQ : Pascal Gruselle) : l'Hologramme Médical d'Urgence
- Dwight Schultz (VF : Christian Peythieu ; VQ : François Sasseville) : le lieutenant Reginald Barclay
- Patti Yasutake : Alyssa Ogawa (en)
- Ethan Phillips : le maître d'hôtel dans le holodeck (caméo)

## Production

### Développement
En février 1995, deux mois après la sortie de Star Trek : Générations, la Paramount souhaite produire un nouveau film qui sortirait durant les vacances d'hiver 1996. Le studio veut Brannon Braga et Ronald D. Moore (scénaristes de Star Trek : Générations et de plusieurs épisodes de Star Trek : La Nouvelle Génération) pour écrire cette suite. Le producteur Rick Berman leur indique qu'il faudrait introduire le voyage dans le temps dans ce nouveau script. Les deux scénaristes voulaient utiliser les Borgs mais se disent qu'ils peuvent le faire tout en conservant l'idée de Rick Berman. Pour Ronald D. Moore, les Borgs sont très appréciés par les fans, bien qu'ils ne soient apparus dans aucun film, juste dans Star Trek : La Nouvelle Génération. Brannon Braga et Ronald D. Moore cherchent ensuite dans quelle époque utiliser le voyage dans le temps. Rick Berman suggère alors la Renaissance. La première ébauche, intitulée Star Trek: Renaissance, voit donc l'Enterprise traquer les Borgs jusqu'à un château. Le film aurait vu des combats à l'épée en plus des phaseurs et Data comme apprenti de Léonard de Vinci. Ronald D. Moore pense cependant que cela ferait trop bizarre. Brannon Braga souhaite quant à lui voir la « naissance de Star Trek », lorsque les Vulcains et les Humains se sont rencontrés pour la première fois. Ils gardent alors l'idée de ce premier contact et souhaitent utiliser le personnage de Zefram Cochrane (responsable de cette rencontre), qui était apparu dans un épisode de la première série télévisée Star Trek. Dans la première ébauche avec cette idée, les Borgs attaquent le laboratoire de Cochrane et le laissent dans le coma. Le capitaine Picard continue alors les tests du scientifique pour que l'Histoire « continue » normalement. Une autre version contient le personnage Q interprété à plusieurs reprises à la télévision par John de Lancie.
Plus tard, un autre script est développé et titré Star Trek: Resurrection. Jugé assez développé, il permet le lancement officiel de la production du film. Un budget de 45 millions de dollars est alors alloué au film, bien au-dessus des 35 millions de Star Trek : Générations. Brannon Braga et Ronald D. Moore souhaitent une histoire indépendante des autres films de la saga, qui ravirait aussi bien les non-initiés que les fans puristes de Star Trek.
Alors que Ridley Scott et John McTiernan refusent le poste de réalisateur, Jonathan Frakes, l'interprète de William T. Riker, accepte de réaliser le film.
À la suite des nombreuses réécritures, le film a été nommé successivement Star Trek: Borg, Star Trek: Destinies, Star Trek: Future Generations et Star Trek: Generations II. Alors que Resurrection était toujours d'actualité, il est abandonné lorsque la 20th Century Fox annonce la production d'Alien Resurrection, 4e volet de la saga Alien. Le titre First Contact est donc officialisé en mai 1996.

### Attribution des rôles
Premier Contact est le premier film de la série de films Star Trek dans lequel aucun des personnages principaux de The Original Series n'apparaît. Le casting principal est plutôt basé sur celui de Star Trek : La Nouvelle Génération :
- Patrick Stewart dans le rôle de Jean-Luc Picard, le capitaine du USS Enterprise-E qui est hanté par son temps comme un membre des Borg. Stewart était l'un des rares membres de la distribution à avoir joué un rôle important dans le développement du scénario, offrant des suggestions et des commentaires[10]. Le personnage est montré comme un héros d'action. Stewart a noté que Picard était plus actif physiquement dans le film par rapport à sa représentation habituelle.
- Jonathan Frakes dans le rôle de William T. Riker, le premier officier du navire qui dirige l'équipe en déplacement sur Terre. Frakes a déclaré qu'il n'avait pas eu beaucoup de difficulté à réaliser et à jouer en même temps, l'ayant fait dans la série télévisée.
- Brent Spiner en tant que Data, androïde et deuxième officier du navire, qui s'efforce de devenir humain. Des rumeurs avant la sortie du film suggéraient que puisque la peau de Data avait été en grande partie enlevée à la fin de l'histoire, cela permettrait à un autre acteur d'assumer le rôle[11].
- LeVar Burton dans le rôle de Geordi La Forge, l'ingénieur en chef du navire qui aide à réparer le Phoenix. La Forge est né aveugle, et pour la série télévisée et le film précédent avait porté une visière spéciale pour voir. Burton a fait pression pendant de nombreuses années pour que la visière de son personnage soit remplacée afin que les gens puissent voir ses yeux, car le "filtre à air" qu'il portait limitait sa capacité d'acteur. Moore a finalement accepté, donnant au personnage des implants oculaires qui n'ont jamais été expliqués dans le film, sauf de montrer qu'ils étaient artificiels[10].
- Michael Dorn dans le rôle de Worf, le commandant de l'USS Defiant et ancien chef de la sécurité de Picard.
- Gates McFadden dans le rôle de Beverly Crusher, le médecin du navire. Dans une interview avant la première du film, McFadden a déclaré qu'elle considérait les femmes enfin à égalité avec les hommes dans  Star Trek  : "Nous avons parcouru un long chemin depuis Majel Barrett alors que l'infirmière Christine Chapel était coincée à l'infirmerie dans les années 1960 et obligée de se teindre les cheveux en blond."[12]
- Marina Sirtis dans le rôle de Deanna Troi, conseillère à bord du Enterprise. Sirtis a manqué de travailler sur la série télévisée et était parfaitement consciente que les attentes et les enjeux pour  Premier Contact  étaient élevés; "nous avions peur que les gens pensent que nous ne pouvions pas couper sans la distribution originale", a-t-elle déclaré[13].
- Alfre Woodard dans le rôle de Lily Sloane, l'assistante de Cochrane. Lorsque Frakes a déménagé pour la première fois à Los Angeles, Woodard a été l'une des premières personnes qu'il a rencontrées. Au cours d'une conversation lors d'un barbecue, Woodard a déclaré qu'elle deviendrait la marraine de Frakes, car il n'en avait pas[14]. Grâce à cette relation, Frakes a pu lancer Woodard dans le film; il considérait comme un coup d'État de décrocher une actrice nommée aux Oscars[15]. Woodard considérait Lily comme le personnage qui lui ressemblait le plus de tous les rôles qu'elle a joués[16].
- James Cromwell dans le rôle de Zefram Cochrane, le pilote et créateur du premier vaisseau terrestre capable de distorsion. Le personnage de Zefram Cochrane était apparu pour la première fois dans l'épisode de Star trek The Original Series "Guerre, amour et compagnon", interprété par Glenn Corbett[17]. Le Cochrane de Cromwell est beaucoup plus ancien et n'a aucune ressemblance avec Corbett, ce qui n'a pas dérangé les scénaristes[18]. Ils voulaient dépeindre Cochrane comme un personnage traversant une transition majeure; il commence comme un ivrogne cynique et égoïste qui est changé par les personnages qu'il rencontre au cours du film[19]. Bien que le personnage ait été écrit avec Cromwell à l'esprit, Tom Hanks a été envisagé pour le rôle. Grand fan de Star Trek, l'acteur semble en faveur de l'idée mais doit finalement refuser le rôle, trop occupé par son premier film comme réalisateur, That Thing You Do! (1996)[20]. Bien que le producteur Rick Berman ait déclaré: "Je suis sûr que son nom a été lancé dans une certaine mesure, mais il n'a jamais vraiment été sur la table"[17],[21]. Frakes a commenté que cela aurait été une erreur de choisir Hanks comme Cochrane en raison de sa si grande notoriété[22]. Cromwell avait une longue association avec  Star Trek , il avait tenu un tout autre rôle dans un épisode de Star Trek : La Nouvelle Génération: "Saison 3 épisode 11 : Le Fugitif" et "Saison 6 Épisode 16 et 17: Droit ancestral", ainsi qu'un rôle dans Star Trek : Deep Space Nine. L'acteur reprendra également le rôle de Cochrane dans un épisode de Star Trek : Enterprise. Cromwell a décrit sa méthode de représentation de Cochrane comme jouant toujours lui-même. Une partie de l'intérêt de l'acteur pour le film était son implication dans le Centre d'étude de l'intelligence extraterrestre de Steven M. Greer, qui propose une formation pour les scénarios de premier contact[23].
- Alice Krige en tant que la reine Borg Queen, le contrôleur du collectif cybernétique. Le casting pour le rôle a pris du temps car l'actrice devait être sexy, dangereuse et mystérieuse. Frakes a choisi Krige après avoir découvert qu'elle avait toutes les qualités mentionnées et avoir été impressionné par sa performance dans Le Fantôme de Milburn[19] ; le réalisateur la considère comme la méchante  Star Trek  la plus sexy de tous les temps[15]. Krige a souffert d'un grand malaise en filmant son rôle; son costume était trop serré, causant des cloques, et les douloureuses lentilles de contact en argent qu'elle portait ne pouvaient être conservées que pendant quatre minutes à la fois[24].
- Dwight Schultz apparait brièvement dans le rôle du lieutenant Reginald Barclay, déjà présent dans 5 épisodes de Star Trek : La Nouvelle Génération[20].

La scène de l'holodeck contient plusieurs caméos, comme celui du scénariste Brannon Braga. Ethan Phillips qui y incarne quant à lui le maître d'hôtel, était déjà apparu dans l'univers Star Trek. Il est présent dans un épisode de la série télévisée Star Trek : La Nouvelle Génération. Il incarne ensuite Neelix, l'un des personnages principaux de la série Star Trek: Voyager. Il apparaitra plus tard dans un épisode de Star Trek: Enterprise.

### Tournage
Le tournage a eu lieu en Californie (Paramount Studios, Forêt nationale d'Angeles, Union Station) ainsi qu'au musée Titan Missile Museum à Green Valley en Arizona.

### Musique
Albums de Jerry Goldsmith
L'Ombre et la Proie
(1996) Créatures féroces
(1997)
Bandes originales de Star Trek
Star Trek : Générations
(1994) Star Trek : Insurrection
(1998)
Jerry Goldsmith compose pour la 3e fois la musique d'un film Star Trek. Il réutilise à nouveau le thème de la série originale composé par Alexander Courage. Également occupé par le film L'Ombre et la Proie, Jerry Goldsmith engage son fils Joel pour l'assister, afin de respecter les délais de production.
Liste des titres

## Accueil

### Box-office
Le film est l'un des meilleurs films de la saga au box-office, arrivant 4e derrière le reboot de 2009, Star Trek Into Darkness et Star Trek 4 : Retour sur Terre.
| Pays / Région | Box-office          | Nombre de semaines | Classement TLT | Source          |
| Paris         | 60 303 entrées      | -                  | -              | JP box-office   |
| France        | 154 148 entrées     | -                  | -              | JP box-office   |
| États-Unis    | 92 027 888 dollars  |                    | -              | Box Office Mojo |
| Mondial       | 146 101 262 dollars |                    | -              | JP box-office   |

## Distinctions

### Récompenses
- Saturn Awards 1997 : meilleurs costumes pour Deborah Everton, meilleur acteur dans un second rôle pour Brent Spiner, meilleure actrice dans un second rôle pour Alice Krige[33]
- BMI Film and TV Awards 1997 : BMI Film & TV Award pour Jerry Goldsmith

### Nominations
- Oscars 1997 : meilleur maquillage
- Saturn Awards 1997 : meilleur film de science-fiction, meilleur acteur pour Patrick Stewart, meilleure réalisation pour Jonathan Frakes, meilleur maquillage, meilleure musique pour Jerry Goldsmith, meilleurs effets spéciaux, meilleur scénario
- Satellite Awards 1997 : meilleurs effets visuels
- Blockbuster Entertainment Awards 1997 : meilleur acteur de science-fiction pour Patrick Stewart, meilleur second rôle masculin de science-fiction pour Jonathan Frakes
- Prix Hugo 1997 : meilleur film dramatique
- NAACP Image Awards 1997 : meilleure actrice dans un second rôle pour Alfre Woodard